# سایری ایتو
سایری ایتو (انگلیسی: Sairi Ito؛ زادهٔ ۴ مهٔ ۱۹۹۴) بازیگر اهل ژاپن است. وی از سال ۲۰۰۳ میلادی تاکنون مشغول فعالیت بوده‌است.
از فیلم‌ها یا برنامه‌های تلویزیونی که وی در آن نقش داشته‌است می‌توان به کارگردان برهنه، و آساکو ۱ و ۲ اشاره کرد.